# Подводница К-157
„Вепрь“ (на руски означава „дива свиня“; бордови номер K-157) е руска многоцелева атомна подводница от проект 971 „Щу́ка-Б“ (или подклас „Akula-II“ по условното ѝ означение в НАТО).
За разлика от другите подводници от този клас в нейния корпус са нанесени известни изменения, позволяващи монтирането на по-съвършено оборудване. Подводницата е няколко (4-4,5) пъти по-безшумна от най-тихите подводници от предходното поколение (проект 671 РТМ) и изключително трудно откриваема при скорост по-малка от 9 възела. При скорост от 5-7 възела тя е по-тиха от американските атомни подводници клас Improved Los Angelis и по думите на висши американски военни, американските кораби не могат да следят подводницата при скорости от 6-9 възела.
Килът на подводницата е положен на 16 юни 1990 година във Северодвинск. На 1 септември 1991 година е издадена директива на Главния щаб на ВМФ за сформиране екипажа на К-152. На 27 януари 1992 година подводницата е зачислена в списъка на корабите на ВМФ. Спусната е на вода на 10 декември 1994 година. На 29 юни 1995 година започват заводските ходови изпитания, а на 3 ноември 1995 година завършват държавните изпитания. На 25 ноември 1995 година е подписан приемателният акт и подводницата е приета в състава на Северния флот. На 30 ноември 1995 година е издигнат Андреевският военноморски флаг на борда на подводницата.

## Инцидент през 1998 година
На 10 септември 1998 година на борда възниква извънредна ситуация. Докато подводницата е в пристанището на Гаджиево, 19-годишният матрос Александър Кузминих, в състояние на психически срив, въоръжен с автомат АК-74, застрелва 8 военнослужещи и се затваря в торпедния отсек, заплашвайки, че ще запали пожар, който ще взриви торпедата. Въпреки че на подводницата няма ядрени оръжия и в този момент нейният атомен реактор е изключен, подобна експлозия би разкъсала реактора, създавайки бедствие, описано от регионалния директор на ФСБ Владимир Приходко като „ядрена катастрофа… втори Чернобил“. Преговорите с матроса не постигат успех и на 12 септември отсекът е щурмуван от антитерористичен отряд на ФСБ и Кузминих загива. Първоначално е съобщено, че е застрелян от командосите, по-късно – че е извършил самоубийство.

## Технически характеристики
- Обозначение на проекта – 971М
- Класификация на НАТО – Akula-II
- Надводна скорост – 11,6 възела
- Подводна скорост – 30 възела
- Работна дълбочина на потапяне – 520 m
- Пределна дълбочина на потапяне – 600 m
- Автономност на плаване – 100 денонощия
- Екипаж – 71 души, 35 от които офицери
- Водоизместимост надводно – 8140 тона
- Водоизместимост подводно – 12770 тона
- Дължина – 114,7 m
- Широчина – 13,6 m
- Реактор – ОК-650 БЗ (190 MW) 1 турбина с мощност 43 000 конски сили
- Въоръжение – 4х533 mm торпедни апарата, 4х650 mm торпедни апарата, 28 ракети, торпеда или мини

|  | Тази страница частично или изцяло представлява превод на страницата „К-157“ в Уикипедия на руски. Оригиналният текст, както и този превод, са защитени от Лиценза „Криейтив Комънс – Признание – Споделяне на споделеното“, а за съдържание, създадено преди юни 2009 година – от Лиценза за свободна документация на ГНУ. Прегледайте историята на редакциите на оригиналната страница, както и на преводната страница, за да видите списъка на съавторите. ВАЖНО: Този шаблон се отнася единствено до авторските права върху съдържанието на статията. Добавянето му не отменя изискването да се посочват конкретни източници на твърденията, които да бъдат благонадеждни. |

## Външни източници
Штурмы глубины